# Il capo dei capi
Il capo dei capi è una miniserie televisiva italiana del 2007 diretta da Alexis Sweet ed Enzo Monteleone.
Composta da sei puntate, racconta la storia del famigerato boss Salvatore Riina, meglio noto in ambito mediatico come Totò Riina. L'interprete protagonista è Claudio Gioè.
Lo sceneggiato, ideato da Pietro Valsecchi, è liberamente adattato dall'omonimo libro-inchiesta dei giornalisti Giuseppe D'Avanzo e Attilio Bolzoni, pubblicato da Arnoldo Mondadori Editore nel 1993.
Prodotta dalla Taodue per RTI, la miniserie venne trasmessa in prima visione assoluta dal 25 ottobre al 29 novembre 2007 dalla rete televisiva italiana Canale 5 durante la prima serata del giovedì. È stata poi distribuita anche in altre nazioni.

## Trama

### Prima puntata (1943-1958)
(Salvatore Riina / Giovan Battista Torregrossa a Domenico / Francesco Casisa durante una lite)
Palermo, 15 gennaio 1993. Il mafioso Salvatore Riina, capo assoluto di Cosa nostra fino a quel momento, è stato catturato dopo 24 anni di latitanza, ed in carcere riceve la visita di un uomo, il suo amico d'infanzia Biagio Schirò, che lo spinge a ricordare il loro passato.
Nel 1943 Salvatore è un ragazzo di 13 anni che vive a Corleone; mentre lavora nei campi col padre, trova una bomba ed il padre vorrebbe recuperare la polvere da sparo contenuta nell'ordigno per rivenderla ai cacciatori e ricavare qualcosa per arrotondare i suoi magri guadagni come bracciante, ma la bomba esplode uccidendo lui e il fratello minore di Totò. Salvatore diventa così il capo della sua famiglia, con la quale è costretto a continuare a vivere nella miseria.
Passano alcuni anni e stanco di vivere in povertà e di subire le vessazioni di Domenico detto "Menico" (il figlio del mugnaio a cui Totò porta il grano da macinare), Totò attira l'attenzione di Luciano Liggio, picciotto del boss Michele Navarra, e insieme ai suoi amici Bernardo Provenzano (detto Binnu), Calogero Bagarella e Biagio Schirò, inizia a lavorare per lui. Il dottor Navarra è il padrone incontrastato di Corleone, l'unico che ha il coraggio di sfidarlo apertamente è il sindacalista Placido Rizzotto. Ex commilitone del padre di Biagio, disperso in Africa durante la seconda guerra mondiale, Rizzotto aiuta quest'ultimo a risolvere un problema burocratico e cerca di insegnargli a farsi rispettare con le parole e non con le pistole. Dopo aver difeso un gruppo di comunisti che si stava recando a Palermo dall'aggressione di Liggio e dei suoi, il sindacalista viene adescato da Totò e picchiato pesantemente da Binnu che lo sequestra insieme a Calogero e Liggio. Di Rizzotto si perdono le tracce e l'unico a cercarlo è Biagio, che durante una conversazione con Totò intuisce che ci sono lui e gli altri membri del clan dietro alla sua scomparsa.
Menico intanto ha riconosciuto in Totò colui che sterminò il suo gregge di pecore e lo affronta. In un duello in stile far west Totò lo uccide ma rimane ferito. Binnu e Calogero vogliono nasconderlo ma Biagio, che accorre subito dopo la sparatoria, lo porta in ospedale dove viene arrestato. Interrogato dal capitano Carlo Alberto dalla Chiesa, Biagio si rifiuta di parlare, ma rompe ogni rapporto con il clan Liggio, mentre Riina finisce in prigione. Poco tempo dopo, le ossa e alcuni vestiti di Rizzotto vengono trovati in fondo a una scarpata e Biagio viene accusato dalla fidanzata del sindacalista di essere uguale ai suoi assassini. Schirò, in seguito a questo episodio, si dedica allo studio per dimostrare a sé stesso il contrario.
Dopo sei anni Totò, ormai adulto, viene scarcerato. Ad aspettarlo fuori dal carcere ci sono Bernardo Provenzano, Calogero Bagarella e un nuovo membro della banda, Luciano Maino. Totò ritrova anche Liggio, che gli dice di voler prendere il comando di Corleone. Successivamente Riina conosce Antonietta Bagarella (Ninetta), sorella minore di Calogero, ragazza studiosa che frequenta il liceo classico, e se ne innamora. Stipula cosi con l'amico un patto: la possibilità di uscire con Ninetta in cambio del permesso a Calogero di frequentare sua sorella Arcangela. Mentre segue Ninetta, Totò scopre che la sua amica Teresa frequenta Biagio Schirò, ma scopre anche con disappunto che il suo vecchio amico è divenuto poliziotto. Biagio sta indagando sulle razzie del clan Liggio, ma si scoprirà che il commissario è corrotto. Intanto Michele Navarra scopre che Liggio gli sta sottraendo il potere e manda i suoi fedeli a uccidere tutta la banda. Ma Totò intuisce il pericolo e l'attentato fallisce. Dopo alcuni giorni passati a nascondersi, Liggio e i suoi uccidono Navarra e il suo autista. Schirò è il primo a capire la dinamica del massacro costato la vita al boss e inizia ad indagare insieme al nuovo commissario Angelo Mangano sulla banda che fa capo a Liggio, che intanto stermina l'intera cosca di Navarra diventando padrone indiscusso di Corleone. Ma Totò confida ai suoi che è ormai intenzionato ad espandersi verso Palermo.

### Seconda puntata (1963-1969)
(Tommaso Buscetta / Vincent Riotta)
Il clan corleonese al completo (Luciano Liggio, Totò Riina, Bernardo Provenzano, Calogero Bagarella e Luciano Maino) si prepara per andare a Palermo per una "parlata d'affari" con Salvatore La Barbera e Vito Ciancimino, figlio del barbiere di Corleone e in piena ascesa politica. Successivamente si ritrovano davanti alla commissione dei capimafia della città di cui fanno parte, fra gli altri, Tommaso Buscetta, Michele Cavataio, Gaetano Badalamenti e Stefano Bontate.
Appena i Corleonesi, reclutati da La Barbera, approdano a Palermo, cominciano subito a farsi rispettare: prima uccidono un macellaio che non voleva pagare un carico di carne clandestina e successivamente ammazzano un ragioniere che aveva pagato il pizzo alla famiglia sbagliata. Una sera, mentre i Corleonesi sono in un night club, Totò si assenta per consegnare del denaro a La Barbera e assiste al suo sequestro. Il boss viene ucciso da Michele Cavataio. Tutti coloro che appartenevano al Clan dei La Barbera vengono uccisi dagli uomini di Cavataio e a Palermo scoppia una guerra tra clan che induce Totò e i suoi a tornare a Corleone per evitare guai. Maino preferisce invece restare a Palermo con la sua ragazza Maria, conosciuta al night club, invece di nascondersi insieme ai suoi compagni.
A Corleone Biagio continua la sua storia con Teresa, ostacolata dalla paura di lei di rivelare alla sua famiglia che frequenta un poliziotto. Da Teresa Biagio scopre che Totò sarebbe andato a casa di Ninetta a farle visita. La perquisizione in casa Bagarella non dà risultati perché Totò è riuscito a nascondersi insieme all'amico Calogero e i due non vengono catturati.
Il 30 giugno 1963, a Palermo, in contrada Ciaculli, viene ritrovata una Giulietta imbottita di esplosivo. Non appena il capitano apre il bagagliaio, l'auto esplode facendo sette vittime. In conseguenza di quest'avvenimento vengono arrestate numerosissime persone mentre altre si devono nascondere.
Una sera, Totò promette a Ninetta che non si vendicherà di Teresa per la perquisizione, ma la ragazza ha già deciso di interrompere ogni rapporto con l'amica, in modo da poter continuare la sua relazione segreta con lui. Poco più tardi, mentre Totò e Calogero Bagarella stanno scappando da Corleone, una pattuglia della polizia ferma l'auto e Totò viene arrestato mentre Calogero riesce a scappare. Inizialmente fornisce dei documenti falsi, ma poi viene riconosciuto da Biagio.
Qualche giorno dopo, Biagio riferisce a Teresa (appena diplomata) che Riina è stato preso e ora i due possono tranquillamente sposarsi. Ma intanto, nei paraggi, Ninetta (anche lei diplomata) riesce a sentire tutto e scappa dalla scuola disperata. Schirò va dai genitori di Teresa per chiedere la mano della figlia e la ottiene. La notizia dell'arresto di Totò arriva anche a Palermo e Maria, la fidanzata di Maino, lo convince a denunciare i suoi "amici". Maino comincia a collaborare con il giudice Cesare Terranova e racconta tutto quello che sa. Qualche tempo dopo, grazie alla testimonianza di Maino viene arrestato dal commissario Mangano e da Schirò anche Luciano Liggio, che si nascondeva a casa di Luchina, la fidanzata del defunto Placido Rizzotto.
Intanto, nel 1969, comincia il processo di Bari. Anche se Luciano Maino accusa Totò Riina di tutti gli omicidi che aveva già comunicato nel verbale scritto da Terranova, l'avvocato della difesa cerca di farlo passare per una persona mentalmente instabile. Quando la giuria si riunisce, arriva una lettera anonima:
(Lettera di minaccia di Salvatore Riina / Claudio Gioè ai giudici durante il processo di Bari del 1969)
In seguito a ciò, Liggio, Riina e tutti gli altri detenuti vengono scarcerati per insufficienza di prove. Totò è stato liberato, torna a casa e si fidanza con Ninetta. Pochi giorni dopo il processo, Biagio sposa Teresa mentre Luciano Maino, capendo di essere condannato a morte, si impicca nella sua abitazione.
Il 21 luglio 1969, Totò, Calogero, Binnu e Ninetta assistono alla televisione allo sbarco sulla Luna e Riina si reca sul balcone dicendo a Calogero che come l'uomo ha conquistato la Luna, lui conquisterà Palermo.

### Terza puntata (1969-1978)
(Salvatore Riina / Claudio Gioè a Vito Ciancimino / Alfredo Pea mentre parlano di appalti)
Il 10 dicembre 1969 nasce Antonio, il figlio di Biagio e Teresa. Quella stessa sera a Palermo avviene la strage di viale Lazio: Riina ed i suoi compagni si recano negli uffici di Michele Cavataio, che in precedenza aveva eliminato Salvatore La Barbera, allo scopo di ucciderlo; il commando è composto dallo stesso Totò Riina, Bernardo Provenzano, Calogero Bagarella ed altri due uomini della famiglia di Tano Badalamenti, boss di Cinisi, tutti travestiti da militari della Guardia di Finanza. Totò dà ordine di aprire il fuoco solo a suo ordine, ma un soldato di Badalamenti, nervoso, spara prima del tempo dando così la possibilità agli uomini di Cavataio di difendersi. Il gruppo è così costretto a compiere una vera e propria carneficina prima di arrivare nella stanza dove si trova Cavataio. Il boss tuttavia si finge morto e, nel momento in cui Provenzano e Bagarella si avvicinano, egli si volta e spara, colpendo al petto Bagarella uccidendolo, scatenando la rabbia di Provenzano che lo uccide fracassandogli il cranio con il calcio del fucile. L'efferatezza di questo assassinio varrà a Bernardo Provenzano l'appellativo di "Binnu u tratturi". Tornati a Corleone, dopo aver seppellito l'amico Totò rivela la morte di Calogero alla sorella Arcangela, la fidanzata dell'amico, e lei reagisce dando uno schiaffo al fratello e incolpandolo della tragedia. Totò manda uno dei suoi uomini a prendere Ninetta (che è diventata insegnante in una scuola femminile) e le confessa l'accaduto. Intanto Schirò, che la notte del massacro ha incontrato il becchino del paese, inizia ad avere dei sospetti e quando vede Ninetta vestita a lutto capisce cos'è successo. Ma quando per fare luce sulla vicenda si reca in cimitero in piena notte per controllare una tomba senza nome convinto di trovarvi il corpo di Calogero, scopre con orrore che all'interno giacciono il becchino e un impiegato del comune e capisce che Riina e i suoi stanno cancellando tutte le loro tracce. In seguito viene trasferito a Palermo, dove conosce Boris Giuliano e comincia ad indagare sui fatti di Viale Lazio.
Totò, avendo bisogno di denaro da investire a Palermo e deciso a espandersi sfruttando l'influenza politica dell'amico Vito Ciancimino, sequestra il piccolo Antonino Caruso e questo provoca il dissenso dei mafiosi palermitani, specialmente dei boss Stefano Bontate e Giuseppe Di Cristina. Intanto Ciancimino diviene sindaco della città.
Il 5 maggio 1971 Riina ordina a Vito Maranza e a "Pochetcoffi", due suoi soldati, l'omicidio del procuratore Pietro Scaglione e, nel corso dell'agguato, viene ucciso anche il maresciallo Lo Russo. Totò decide di partire con Ninetta prima di sposarsi ed i due si fanno una foto insieme e la mandano ad Arcangela ma tale foto viene trovata durante una perquisizione e per questo motivo decidono di allontanare Ninetta, trasferendola al confino nel Nord Italia. Durante il processo Vito Maranza sequestra con un inganno Teresa e il piccolo Antonio e contatta Biagio dicendogli che se Ninetta verrà allontanata li ucciderà. Il processo si conclude con la revoca del confino: Ninetta è libera, ma diventa ufficialmente latitante, mentre Biagio può riabbracciare la sua famiglia.
Dopo un duro confronto con Totò, sempre più deciso a scavalcarlo, Luciano Liggio viene arrestato a Milano dal commissario Mangano: così Riina diventa capo supremo del clan dei Corleonesi. Ora che non ha più l'appoggio di Liggio, Di Cristina chiede al capo della Commissione Don Michele Greco la sua testa, ma Greco lo tradisce rivelando tutto a Totò e scegliendolo come suo prediletto.
Due soldati di Riina, incaricati di uccidere Di Cristina, sbagliano e uccidono l'autista a causa della somiglianza tra i due. Intanto Totò e Ninetta si sposano. Vito Maranza e Mario Prestifilippo pedinano Giuseppe Di Cristina e scoprono che sta collaborando con Boris Giuliano.
Alcuni uomini (Pippo Calderone, Badalamenti, lo stesso Di Cristina) cominciano ad avere dei rapporti freddi con Totò e nella successiva riunione della Commissione Totò chiede la vita dei tre. Gli viene concessa solo quella di Di Cristina (che viene ucciso da un giovanissimo Leoluca Bagarella, fratello di Ninetta e Calogero), ma lui fa uccidere anche Calderone.
Silvio Albertini, un valido collega di Biagio Schirò, indagando su alcune carte, scopre il covo dove si nascondono Totò Riina con sua moglie e Binnu. Telefona a Biagio da una cabina telefonica e gli dice di venire, senza accorgersi di essere stato visto. Arrivato, Schirò sale nell'appartamento e trova il cadavere di Silvio per terra. All'improvviso viene preso e picchiato da Maranza e da Pochetcoffi. Allora si fa avanti Totò che avverte Biagio di lasciare stare la sua famiglia ma soprattutto Ninetta. Biagio lo sfida ad ucciderlo, ma Totò gli dice che preferisce lasciarlo in vita e godersi le sue sconfitte, consapevole di non essere lui quello ad aver scelto la vita sbagliata. Pochetcoffi gli dà un colpo alla testa, lasciandolo svenuto e Totò fugge con i suoi due uomini.

### Quarta puntata (1979-1981)
Troviamo da una parte Schirò e il commissario Boris Giuliano con i suoi uomini che vanno all'aeroporto di Punta Raisi di Palermo per arrestare dei chimici francesi, giunti in Sicilia per insegnare a Francesco Marino Mannoia (chimico della famiglia Bontate) a tagliare la droga, e dall'altra parte una riunione tra i più grandi boss mafiosi. Appena la polizia arriva all'aeroporto, il commissario Giuliano riceve una telefonata nella quale gli viene riferito che non è possibile arrestare i due francesi per mancanza di prove.
Peppe (che ha un fratello in fin di vita), capodecina di Bontate, accompagna Totò a casa e riceve una grande somma di denaro per curare il fratello in America.
Intanto Totò e Ninetta, che ora risiedono in una masseria di proprietà di Bontate, hanno avuto due bambini (Concetta e Giovanni) e adesso aspettano un altro bambino. Schirò e il commissario Boris Giuliano scovano la raffineria dei Corleonesi. Dopo qualche indagine, Schirò scopre un'altra raffineria (questa volta di proprietà di Bontate); Marino Mannoia viene arrestato. Al rientro al commissariato, Giuliano riceve una telefonata intimidatoria.
A Punta Raisi viene trovata una valigia piena di denaro, indirizzata a Bontate. Quest'ultimo a questo punto perde la pazienza e chiama i suoi amici a Roma per lamentarsi del fatto che Giuliano sta esercitando troppa pressione. Per questo motivo chiede di farlo trasferire a Roma, minacciando di ucciderlo in caso contrario.
Boris Giuliano, preoccupato dopo la minaccia ricevuta, manda la sua famiglia in vacanza in montagna con la promessa di raggiungerli nella settimana successiva, ma qualche giorno dopo viene ucciso in un bar da Leoluca Bagarella (Luchino) e Giuseppe Greco "Scarpuzzedda" . L'omicidio di Giuliano causa una crisi tra Biagio e Teresa, con quest'ultima che ha appena scoperto di essere di nuovo incinta. Schirò, inconsapevole dello stato interessante della moglie vi intraprende un'accesa discussione allorché costei lo invita ad abbandonare la Sicilia. Intanto Ninetta comincia a sentire dolori, viene accompagnata in ospedale da Totò ma è solo un falso allarme.
In città c'è qualcuno che spaccia droga tagliata male. Totò Riina scopre chi è il responsabile: si tratta di un certo Tanino Di Maio, braccio destro di Salvatore Inzerillo, al quale Tanino Di Maio sottrae la droga, che rivende. Totò cerca di "accaparrarsi" l'amicizia del cattivo spacciatore.
Nella migliore clinica di Palermo, Ninetta ha appena partorito il suo terzo figlio (Giuseppe). Teresa, giunta alla clinica per dei controlli, si trova faccia a faccia con l'ex amica. Leoluca, in compagnia della sorella, chiama gli altri killer e la moglie del poliziotto è costretta a una disperata fuga. A causa di queste violente emozioni, Teresa perde il bambino e decide di partire perché il lavoro di Biagio la sottopone a continui rischi e va ad abitare a Roma con suo figlio Antonio lasciando il marito.
Nel frattempo, all'ufficio istruzione di Palermo viene mandato Cesare Terranova, che viene fatto uccidere da Totò. Appena i boss palermitani vengono a saperlo, decidono di eliminare u Curtu. Totò cambia abitazione poiché tutti i palermitani, a eccezione di Michele Greco, sono ora contro di lui, con Bontate e Salvatore Inzerillo decisi a ucciderlo.
Con l'aiuto di Tanino Di Maio e Peppe, Riina riesce a sfuggire a tutti gli attentati contro di lui. Intanto, dopo un discorso fatto con Schirò, il giudice Gaetano Costa firma i mandati d'arresto per tutti i boss di Palermo, ma viene lasciato solo e senza scorta e viene di conseguenza ucciso dai Bontate. Biagio, raggiunta Teresa a Roma, saputo del crimine torna a Palermo: questo causa una rottura con Teresa che sembra insanabile. Tornato al lavoro, ha un breve incontro con Giovanni Falcone. Successivamente, al posto del giudice Costa viene mandato un personaggio colluso con la mafia che fa trasferire Schirò a Corleone.
(Salvatore Riina / Claudio Gioè a Bernardo Provenzano / Salvatore Lazzaro mentre i killer vanno ad uccidere Stefano Bontate)
Totò, sempre più assetato di potere, fa uccidere Stefano Bontate, Inzerillo e le loro famiglie da Mario Prestifilippo e da Giuseppe Greco "Scarpuzzedda". Quella che viene definita la "seconda guerra di mafia" produce numerosissimi morti. Alla fine della puntata, John Gambino, il più grande boss americano, giunge a Palermo per cercare di fermare gli omicidi. Totò Riina, ormai capo indiscusso della mafia palermitana, assicura e convince che non verrà ucciso più nessun uomo d'onore.

### Quinta puntata (1982-1987)
La quinta puntata inizia con Pio La Torre, segretario regionale comunista, da una parte, che fa un dibattito a Corleone per impedire la costruzione di una base militare a Comiso e dall'altra parte con la Commissione riunita. Nella Commissione vi è un certo Apuzzo, un carissimo amico di Tommaso Buscetta che finge di essere fedele a Totò Riina. Questi è ormai il capo indiscusso della mafia e dopo essersi liberato della vecchia Commissione è deciso a sfidare le istituzioni.
Il commissario Mangano, ormai pensionato, consiglia ai magistrati di Palermo (che vogliono combattere la mafia a tutti i costi) Schirò come jolly per trovare tutti i più grandi latitanti e torna a Corleone per dire a Biagio (frustrato per essere stato allontanato da Palermo e per la separazione da Teresa) di andare a Palermo per lavorare con Giovanni Falcone, Paolo Borsellino, Rocco Chinnici, Ninni Cassarà e il commissario Giuseppe Montana.
Mentre Totò gioca con suo figlio Giovanni, Ninetta è di nuovo incinta e si sta preoccupando per le idee del marito. Totò allora decide iniziare la guerra allo Stato e fa uccidere Pio La Torre.
Carlo Alberto dalla Chiesa viene mandato a Palermo. La prima azione del generale Dalla Chiesa è quella di mandare dei suoi uomini a perquisire l'esattoria di Ignazio Salvo, potente uomo colluso con la mafia. Poco dopo il generale Dalla Chiesa viene ucciso dai "soldati" di Riina e di Nitto Santapaola. Viene ucciso anche Rocco Chinnici.
Intanto Apuzzo si reca in Brasile dal fuggiasco Tommaso Buscetta. Totò ne viene a conoscenza e fa uccidere lui e tutti i parenti e gli uomini di Buscetta. Alcuni di loro vengono sciolti nell'acido all'interno della vecchia raffineria e a fare la macabra scoperta sono Montana e Biagio, a cui Totò fa trovare sul posto una vecchia moto giocattolo appartenuta al fratellino del capomafia. Buscetta viene arrestato per traffico di eroina. Nella prigione brasiliana viene torturato, ma non parla. Viene trasferito in Italia e comincia a collaborare con Giovanni Falcone, al quale spiega la struttura di Cosa Nostra.
Riina è il capo di tutto, dottore. Non vi lasciate incantare dalla sua faccia da viddanu. Lui persino quando è un pupo si sente Puparo. Cosa Nostra è fatta come una chiesa: alla base ci stanno i soldati. I soldati sono organizzati in decina. Le decine sono comandate dai capidecina che sono le colonne e le colonne reggono la cupola. Totò Riina ha cominciato come un soldato e oggi sta sulla cupola. Comanda a tutti: ai capifamiglia, ai politici, ai banchieri, ai poliziotti... pure a voi! L'hanno chiamata guerra di mafia?. Non è stata una guerra, dottore. È stato un massacro. Una caccia all'uomo scatenata dai corleonesi. E Salvatore Riina è la mente, giudice Falcone.
Poi c'è quella bestia di Bernardo Provenzano e Pino Scarpuzzedda e Luchino Bagarella sono il braccio. Lasciate perdere Liggio che è un povero buffone.
Loro hanno ucciso il colonnello Russo, loro hanno voluto la morte di Terranova. È Totò u' curtu che ha imposto alla commissione l'assassinio di Piersanti Mattarella, e sempre U' curtu che ha fatto uccidere il capitano Basile, l'onorevole Pio La Torre e il procuratore Scaglione. È lui che ha organizzato la morte di Dalla Chiesa per fare un favore a qualche politico di Roma.»
(Tommaso Buscetta / Vincent Riotta a Giovanni Falcone / Andrea Tidona durante un interrogatorio)
Dopo l'interrogatorio vengono arrestate centinaia e centinaia di persone, tra le quali anche l'ex sindaco Vito Ciancimino.
Il 28 luglio 1985 viene assassinato il commissario Giuseppe Montana, che stava indagando insieme a Biagio sui morti della seconda guerra di mafia. Dell'omicidio viene accusato un giovane, Salvatore Marino. Portato in caserma, Giacalone (appuntato della polizia) si lascia trasportare dalla violenza e uccide il ragazzo. Biagio torna a casa e trova suo figlio Antonio, scappato da lui dopo una lite con Teresa. Il questore Ninni Cassarà informa Schirò e Falcone dell'omicidio di Marino e viene aperta un'inchiesta dalla magistratura sull'accaduto. Biagio informa Teresa che Antonio si trova da lui e riesce a farla tornare a casa.
Il 6 agosto 1985 Ninni Cassarà viene ucciso da Giuseppe Greco "Scarpuzzedda", sotto gli occhi della moglie e della figlia. Intanto, nella casa circondariale dell'Asinara (in Sardegna), Falcone e Borsellino preparano il Maxiprocesso che, qualche giorno dopo, inizia i suoi lavori. Al termine del processo, Riina e Provenzano vengono condannati in contumacia mentre Michele Greco, Luciano Liggio e molti altri, presenti in aula di tribunale, vengono pure condannati all'ergastolo.
Il giorno della sentenza, Biagio va insieme alla moglie a prendere il figlio alla stazione degli autobus dopo una gita scolastica, ma mentre saluta il figlio nota Vito Maranza e Leoluca Bagarella all'interno di una macchina. Totò ha infatti scoperto che Biagio, indagando sulla moto che gli ha fatto trovare, ha interrogato il giocattolaio da cui Totò l'ha avuta e ha ordinato ai suoi due uomini di consegnargli il poliziotto. Pochi secondi dopo gli stessi scendono dalla vettura cercando Schirò, quest'ultimo ha la freddezza di nascondersi dietro uno degli autobus e di puntare la pistola ai due malviventi cercando di arrestarli, ma questi rispondono col fuoco dando origine a una sparatoria. L'obiettivo è prendere Biagio vivo, ma Bagarella, temendo che il poliziotto possa uccidere sia lui che Vito, è intenzionato ad ammazzarlo. Durante lo scontro a fuoco Schirò viene colpito ad una gamba da Vito, ancora vigile riesce ad impugnare la pistola e a rialzarsi, nel frattempo Maranza gli spunta da dietro pronto a sparare di nuovo, ma Schirò riesce a girarsi in tempo e ad ucciderlo con un colpo al petto. Nonostante la gamba ferita Schirò esce dal nascondiglio sparando verso la macchina dove Bagarella è nascosto, tuttavia nello scontro a fuoco ha la meglio Bagarella che lo colpisce facendolo cadere esanime sotto gli occhi di Teresa e Antonio.

### Sesta puntata (1988-1993)
(Salvatore Riina / Claudio Gioè a Giovanni Brusca / Domenico Centamore mentre decidono di uccidere il giudice Falcone)
Biagio Schirò è ferito gravemente a causa della sparatoria con Leoluca Bagarella e Vito Maranza. Viene portato all'ospedale e fortunatamente si salva, rimanendo però zoppo a una gamba e venendo congedato dalla polizia. Totò Riina è nervoso poiché è stato condannato all'ergastolo. Ignazio Salvo rassicura Totò dicendogli che la sentenza verrà modificata in Cassazione. Totò, non fidandosi più di nessuno, ordina a Luchino il pedinamento di Ignazio Salvo.
Per il titolo di capo dell'ufficio istruzione di Palermo ci sono due candidati: Giovanni Falcone e Antonino Meli. La nomina di Falcone sembra scontata ma il ruolo viene invece affidato a Meli, che estromette Falcone da tutte le indagini importanti. Il magistrato si affida così a Biagio e tra i due nasce una collaborazione e un'amicizia. Riina ordina l'assassinio di Falcone a Pino Scarpuzzedda e a Luchino. Pino organizza un attentato nella casa al mare del giudice all'Addaura, presso Mondello, ma proprio grazie a Biagio l'attentato fallisce. Nei giorni seguenti Scarpuzzedda, ormai divenuto abbastanza potente, con la sua aria da spavaldo, compie due rapine nella zona del boss Pietro Aglieri, uno in una gioielleria e l'altro al Banco di Sicilia. Totò lo fa eliminare strangolato dai suoi stessi colleghi con cui aveva effettuato la rapina in banca ed il fallito attentato a Falcone.
Falcone viene trasferito a Roma. Antonio Schirò decide di seguire le orme del padre, diventando anche lui poliziotto. Biagio e Teresa non sono contenti e il padre tenta di convincere il figlio a continuare gli studi per fare l'avvocato, sapendo quanto sia pericoloso fare il poliziotto, specie a Palermo. La revisione della sentenza del Maxiprocesso non avviene neanche in Cassazione e Totò fa uccidere Salvo Lima.
Angelo Mangano si reca a cena da Biagio e i due brindano per questa vittoria dello Stato, ricordando coloro che hanno sacrificato la loro vita per combattere la mafia.
Qualche giorno dopo Totò Riina e Giovanni Brusca si incontrano per organizzare l'attentato a Falcone. Binnu non è d'accordo con la "guerra alle istituzioni" che sta conducendo Totò, ormai deciso a trattare direttamente con Roma, e per questo ha con lui un'aspra discussione mentre sono a pranzo con Ninetta e Luchino. Riina decide di preparare un "papello" con tutte le sue richieste.
Falcone, recatosi a Palermo, viene ucciso con il tritolo al bivio di Capaci il 23 maggio 1992, insieme alla moglie Francesca Morvillo e alla scorta. Circa due mesi dopo viene ucciso anche Paolo Borsellino, mentre era in corso la trattativa tra pezzi deviati delle istituzioni e Cosa Nostra alla quale Paolo Borsellino si sarebbe sicuramente opposto con fermezza. Alcuni soldati di Totò, su suo ordine, uccidono anche Ignazio Salvo. Intanto Vito Ciancimino viene contattato dal capitano dei carabinieri Li Donni nel tentativo di trattare con i Corleonesi per porre fine alle stragi e gli consegna il papello preparato da Totò.
Una sera, mentre viaggia a bordo della sua auto, viene fermato e portato in carcere Baldassare Di Maggio (Balduccio). Anche lui decide di diventare un collaboratore di giustizia e fa arrestare Totò, rivelandone il nascondiglio in via Bernini, a Palermo. Dopo l'arresto del marito, Ninetta e i suoi figli (Concetta, Giovanni, Giuseppe e Lucia) tornano a Corleone. A casa di Totò, Luchino, Binnu e Giovanni Brusca prendono tutti i documenti che potrebbero essere ancor compromettenti.
Mentre si trova in carcere in attesa di essere portato in cella, Totò riceve la visita di Biagio. Si ritorna così alla scena con cui si apre la serie: Biagio appoggia sul tavolo la vecchia moto giocattolo e gli ricorda quando, cinquant'anni prima ai funerali di suo padre, Totò gli disse che ad ucciderlo fu la fame. Schirò accusa il boss di essersi mangiato tutto, comprese le loro due vite, e che ora non gli è rimasto più nulla. Gli dice inoltre che adesso capisce perché Totò l'ha lasciato in vita: aveva paura di rimanere solo. Totò gli risponde che aggiusterà questa situazione e allora Biagio gli lascia la moto, dicendogli che quella sarà l'unica cosa che potrà aggiustare. Quando l'ormai ex capomafia gli chiede chi possa averlo tradito, Biagio gli risponde che prima o poi sarebbe successo comunque, e se ne va lasciandolo solo.
L'ultima scena vede Provenzano bruciare una vecchia foto scattata da Luciano Liggio in cui posano lui, Totò, Calogero e Biagio, ancora ragazzini.

## Personaggi e interpreti
Personaggi principali:
- Totó Riina, interpretato da Claudio Gioè (adulto) e Giovan Battista Torregrossa (adolescente). È lo spietato boss di Cosa Nostra. Inizialmente affiliato e poi capo del clan dei corleonesi, arriva al potere facendo uccidere tutti i più potenti boss mafiosi fino a diventare il "Capo dei capi".
- Biagio Schiró, interpretato da Daniele Liotti (adulto) e Jacopo Cavallaro (adolescente). È un poliziotto amico d'infanzia di Totó. È molto legato alla sua terra e ai valori della repubblica e della giustizia. Passerà la sua vita a cercare di distruggere l'associazione Cosa Nostra.
- Bernardo Provenzano, interpretato da Salvatore Lazzaro (adulto) e Alessio Manno (adolescente). È il braccio destro di Totó Riina e uno dei boss mafiosi più pericolosi di Cosa Nostra.
- Calogero Bagarella, interpretato da Marco Leonardi (adulto) e Antonino Guimina (adolescente). È uno dei migliori amici di Totó Riina e membro del clan dei corleonesi.
- Teresa, interpretata da Simona Cavallari. È la moglie di Biagio Schiró.
- Ninetta Bagarella, interpretata da Gioia Spaziani. È la devota moglie di Totó Riina e sorella di Calogero Bagarella.
- Luciano Liggio, interpretato da Claudio Castrogiovanni. È il capo del clan dei corleonesi fino al suo arresto, avvenuto nel 1974.
- Tommaso Buscetta, interpretato da Vincent Riotta. È uno dei più potenti boss mafiosi di Palermo ed è anche uno dei primi collaboratori di giustizia che aiutarono lo Stato a sconfiggere Cosa Nostra. Grazie alla sua testimonianza ebbe inizio il Maxi-processo che portò alla condanna di centinaia di boss mafiosi e affiliati di Cosa Nostra.
- Giovanni Falcone, interpretato da Andrea Tidona. È un magistrato e accanito sostenitore della lotta anti-mafia. Venne ucciso durante un attentato mafioso, oggi ricordato come Strage di Capaci.
- Paolo Borsellino, interpretato da Gaetano Aronica. È un magistrato grande amico di Giovanni Falcone e, come lui, sostenitore della lotta anti-mafia. Venne ucciso durante un attentato mafioso, oggi ricordato come Strage di via D'Amelio.
- Leoluca Bagarella, interpretato da Francesco Scianna. È il più feroce braccio di Totó Riina e fratello di Calogero e Ninetta Bagarella.
- Vito Ciancimino, interpretato da Alfredo Pea (adulto) e Alessandro Pennacchio (adolescente). È un politico e alleato di Cosa Nostra. Conosce Totó dai tempi della giovinezza, essendo anche lui di Corleone.
- Angelo Mangano, interpretato da Massimo Venturiello. È un poliziotto mandato a Corleone per catturare Luciano Liggio e i suoi "corleonesi". Sarà il mentore di Biagio Schiró e colui che arresterà Luciano Liggio nel 1974, una volta essere diventato Vice-Questore.
- Michele Navarra, interpretato da Giacinto Ferro. È un medico e boss mafioso. Fino al suo assassinio, architettato da Luciano Liggio per salire al potere, lui è il capo indiscusso di Corleone.
- Luciano Maino, interpretato da Paolo Ricca. È un giovane affiliato al clan dei corleonesi che dopo essersi pentito manderà i suoi ex compagni, tra cui Liggio e Riina, in tribunale, senza però avere conseguenze. Si suicida per paura di essere trovato dal clan ed essere punito.

## Episodi

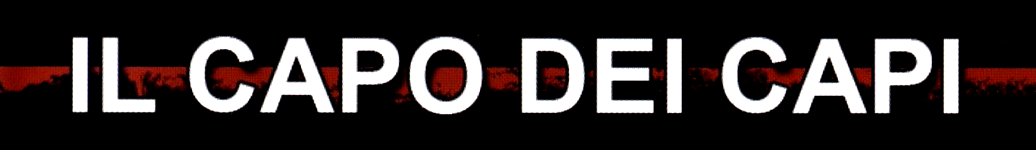
Logo dello sceneggiato

| Puntata | Messa in onda    | Ascolti        | Ascolti |
| Puntata | Messa in onda    | Telespettatori | Share   |
| ------- | ---------------- | -------------- | ------- |
| 1       | 25 ottobre 2007  | 7.146.000      | 27,21%  |
| 2       | 1º novembre 2007 | 6.906.000      | 27,51%  |
| 3       | 8 novembre 2007  | 6.945.000      | 28,15%  |
| 4       | 15 novembre 2007 | -              | -       |
| 5       | 22 novembre 2007 | 7.597.000      | 27,64%  |
| 6       | 29 novembre 2007 | 7.643.000      | 25,93%  |

## Location

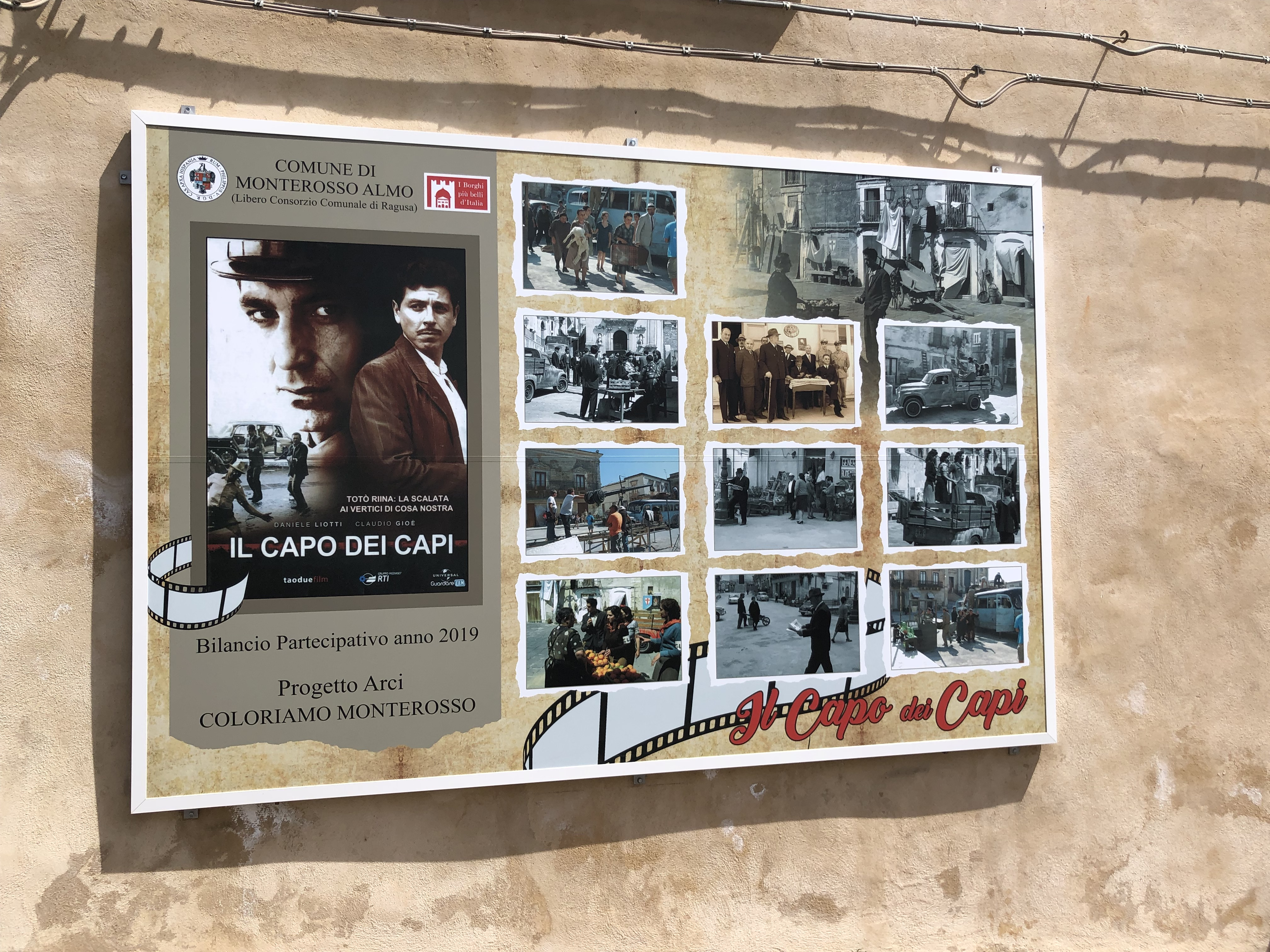
Cartellone a Monterosso Almo

I luoghi dove sono state girate le scene sono prevalentemente quelli della provincia di Ragusa e, in piccola parte, di Catania: ad esempio, Corleone è Monterosso Almo, mentre l'aeroporto di Palermo non è altro che l'aeroporto Fontanarossa di Catania, e tantissime altre scene sono girate nel territorio del ragusano tra cui i paesi di Pozzallo, Ispica, Monterosso Almo, Vittoria, Acate (ovvero il Castello dei principi di Biscari, nel film il famoso "Carcere dell'Ucciardone"), la frazione di Marina di Ragusa, la frazione di Donnalucata e soprattutto Scicli. Il matrimonio di Riina è stato girato in una villa di Modica.

## Controversie
L'allora PM della Dda di Palermo, Antonio Ingroia, ha asserito che alcune fiction come Il capo dei capi possono essere dannose perché creano un'iconografia positiva dei mafiosi. Il pm, recatosi in una scuola di Palermo, ha chiesto agli alunni chi erano secondo loro i personaggi più simpatici; tutti hanno risposto Totò Riina e Giuseppe Greco "Scarpuzzedda". Questi stessi ragazzi, in un sondaggio precedente, avevano affermato che la mafia era dannosa e che non volevano farne parte.
Intervenendo a Viva Voce su Radio 24 Ingroia ha dichiarato: Sono contrario a ogni forma di censura. Ma ho la netta sensazione che con la fiction Il capo dei capi c'è il rischio di fare un'iconografia alla rovescia su Totò Riina che emana un fascino un po' sinistro.
Pino Pisicchio ha definito "giustificazionista" la fiction perché presenterebbe la figura di Riina come uno sfortunato figlio di Sicilia con la faccia simpatica. L'opinione di Clemente Mastella, ministro della Giustizia al tempo della messa in onda, era che la serie avrebbe dovuto essere bloccata.
Secondo Antonio Marziale, sociologo, presidente dell'Osservatorio sui diritti dei minori e componente della commissione ministeriale che ha redatto il Codice Tv e Minori, il messaggio offerto agli adolescenti dalla fiction è pedagogicamente distruttivo e non può essere affatto definito d'impegno sociale. La messa in onda di un film porno in prima serata avrebbe prodotto sicuramente effetti meno nocivi.
Andrea Camilleri è intervenuto in prima pagina su La Stampa: Ritengo che l'unica letteratura che tratti di mafia debba essere quella dei verbali di polizia e carabinieri e dei dispositivi di sentenze della magistratura. A parte i saggi degli studiosi. Lo stesso Claudio Gioè ha ammesso: È chiaro, Riina ha anche una sua capacità di seduzione. È impensabile che i cattivi siano cattivi e basta. Sarebbe stato ridicolo fare il cattivo col ghigno, noi siciliani sappiamo che la mafia sa essere seducente.
I familiari di Mario Francese hanno protestato contro Mediaset e gli sceneggiatori del film, per l'assenza del suo personaggio.
Antonietta Bagarella, la moglie di Totò Riina, non ha gradito affatto il telefilm, ritenendolo lesivo della sua reputazione e di quella della sua famiglia, tanto che manifestò l'intenzione di sporgere querela per diffamazione contro Mediaset chiedendo un cospicuo risarcimento per danni d'immagine che però non ebbe poi alcun seguito. La trasmissione Striscia la notizia parlò della faccenda. Invece Totò Riina fece sapere, attraverso i suoi legali, di aver apprezzato l'interpretazione di Claudio Gioè, da lui ritenuto "portentoso", e di essersi commosso nel vedere soprattutto i primi capitoli della fiction.
Nel 2008 Sergio Mattarella (futuro Presidente della Repubblica) e i nipoti Maria e Bernardo (figli di Piersanti Mattarella, fratello di Sergio, ucciso dalla mafia nel 1980 mentre era presidente della Sicilia), querelarono RTI e Taodue per danno d'immagine nei confronti del loro congiunto ormai defunto, l'ex ministro democristiano Bernardo Mattarella, padre di Piersanti e Sergio, perché in una scena della terza puntata veniva ritratto come un politico colluso con la mafia, amico di Vito Ciancimino e dell'imprenditore Caruso. Nell'ottobre 2013 i Mattarella ottennero per questo un risarcimento di 7 000 euro a testa.

## Differenze con la vicenda storica
Ci sono numerose differenze con la vicenda storica, in particolare i seguenti personaggi sono del tutto o in parte fittizi.

### Biagio Schirò
Biagio Schirò è un personaggio fittizio, nato dalla fantasia degli sceneggiatori della fiction, ispirato almeno in parte a quello dell'agente di Polizia Biagio Melita, che nel 1963 riconobbe realmente Riina ad un posto di blocco e lo fece arrestare. Amico d'infanzia di Totò Riina, Schirò è orfano del padre, morto in guerra e fatica nei campi per mantenere lui e la madre. Quando Riina finirà in carcere per aver commesso il primo omicidio, Biagio si metterà a studiare e, dopo pochi anni, diverrà poliziotto. Intralciato dai suoi superiori, sposerà dopo mille difficoltà Teresa e continuerà ad indagare contro Riina insieme a uomini validi che verranno quasi tutti eliminati. Infine Schirò rimarrà gravemente ferito in un conflitto a fuoco con due sicari di Riina (tra questi Leoluca Bagarella) che lo volevano rapire e questo gli causerà una lesione permanente alla gamba. Dopo tantissimi sforzi riuscì a trovare Totò Riina parlandogli per l'ultima volta con la conclusione della serie Il capo dei capi.

### Luciano Maino
Luciano Maino non è un personaggio realmente esistito. È probabilmente ispirato a uno dei primi collaboratori di giustizia di Cosa nostra, Luciano Raia, ex killer al servizio dei corleonesi, in seguito sentito dal giudice Cesare Terranova. Le sue dichiarazioni portarono al processo di Bari del 1969. Egli però non si impiccò: non fu creduto al processo e fu rinchiuso in un manicomio criminale.

### Angelo Mangano
La figura del commissario Angelo Mangano è stata molto romanzata. Nella fiction Mangano arriva a Corleone nel 1958 quando nella realtà egli arrivò solo nel 1963. La prima cattura di Luciano Liggio va attribuita all'Arma dei Carabinieri agli ordini del tenente colonnello Ignazio Milillo coadiuvato dal commissario Mangano e personale della Pubblica Sicurezza. Il secondo arresto di Liggio a Milano non fu ad opera di Mangano ma ad opera del tenente colonnello della Guardia di Finanza Vessicchio.

### Leoluca Bagarella
Nella fiction Leoluca Bagarella viene mostrato molto più giovane della realtà. Infatti nella realtà è più grande di sua sorella Ninetta di due anni quando nella fiction viene mostrato ancora un ragazzino nella prima metà degli anni' 70. Inoltre Bagarella non ha fatto parte del commando che ha ucciso Pio La Torre né tanto meno di quello che ha assassinato i parenti di Buscetta e non fece parte nemmeno dei killer che uccisero il commissario Beppe Montana, in quanto in quel periodo era detenuto e solo nel 1990 è stato scarcerato.

### Giuseppe Greco
Nella fiction Pino Greco viene ucciso nel 1989, mentre in realtà muore nel 1985. Inoltre nella fiction viene ucciso dopo aver commesso una rapina al Banco di Sicilia, strangolato con una corda, mentre nella realtà fu ucciso nella propria casa con colpi di pistola alla nuca. Inoltre, mentre nella fiction viene descritto come un uomo molto ignorante, quasi analfabeta, pare che fosse invece un eccellente studente al liceo classico e avesse una grande dimestichezza col latino e col greco.

### Luciano Liggio
Durante la lettura della sentenza del Maxiprocesso di Palermo nel 1987 Liggio viene condannato all'Ergastolo insieme agli altri importanti imputati. Questa è un'incongruenza con i fatti realmente accaduti. Liggio venne assolto nel Maxiprocesso di Palermo, poiché era già stato condannato per gli stessi reati e si trovava in carcere dal 1974.

### Silvio Albertini
Pur essendo un personaggio fittizio, la sua personalità (uomo onesto e poi ucciso per aver fatto intervistare e interrogare la moglie di Riina) è simile a quella di Mario Francese.

### Vito Maranza
Personaggio fittizio, è un mafioso che affianca Pochetcoffi e Pino Greco in numerosi omicidi, uccidendo il procuratore Scaglione e il commissario Montana. Percuote Biagio e, a malincuore, lo lascia vivo per ordine di Riina, suo ex-amico. Diventa anche la guardia del corpo dei figli di Riina. Nella penultima puntata, poco prima della sentenza del Maxiprocesso, cerca di uccidere il figlio di Biagio e di rapire il poliziotto, scatenando una sparatoria; riesce a sparare alla gamba di Biagio, azzoppandolo definitivamente, ma viene ucciso per autodifesa dallo stesso Schirò, che a causa sua non potrà più essere poliziotto. Appare solo in tre puntate ma, essendo fittizio come Biagio (forse inventato proprio per contrastare quest'ultimo) e non sapendo dell'amicizia passata tra Riina e Schirò, è il principale antagonista del poliziotto.

### Pochetcoffi
Personaggio fittizio rappresentato come killer di fiducia di Riina, prende il soprannome dalla sua arma preferita con cui compie gli omicidi, il Kalashnikov, fucile d'assalto che, come apprendiamo dalle dichiarazioni dei collaboratori di giustizia, era realmente soprannominata dagli uomini di Riina "per ridere" come la nota marca di cioccolatini Pocket Coffee. È probabilmente ispirato ad alcuni killer spietati che furono agli ordini di Riina, come Mario Prestifilippo, Filippo Marchese e Giuseppe Giacomo Gambino, che non compaiono nella fiction.

### Altre differenze
Tra le differenze con la vicenda storica c'è l'assassinio di Salvatore La Barbera. Nella serie, infatti, viene rapito e ucciso da Michele Cavataio; in realtà fu attirato in una riunione della Commissione da Salvatore Greco "Cicchiteddu" (all'epoca dei fatti egli era capo della Commissione) e strangolato.
Un'altra differenza riguarda la strage di viale Lazio, poiché nella realtà Salvatore Riina restò in un'automobile a coordinare l'operazione. Inoltre l'assassinio di Michele Cavataio fu commissionato, di comune accordo, da Stefano Bontate, Gaetano Badalamenti, Giuseppe Di Cristina e Luciano Liggio (la serie, invece, lascia intendere che siano stati i corleonesi e Badalamenti a ordinare l'omicidio, andando contro il volere degli altri capifamiglia).
Nella terza puntata, dopo la strage di Viale Lazio, i capi si riuniscono e Buscetta propone di formare una nuova Commissione. In realtà la proposta fu presentata da Giuseppe Calderone nel 1975. Alla fine della terza puntata Riina fa assassinare Di Cristina e Calderone. Quest'ultimo viene ucciso da Vito Maranza travestito da cameriere in un resort; in realtà Calderone fu attirato da Nitto Santapaola e Salvatore Ferrera (uomini di cui Calderone si fidava, ma che erano dalla parte dei Corleonesi) ad Aci Castello. Qui Calderone e il suo autista caddero in un'imboscata dove rimasero gravemente feriti. Calderone morì in ospedale qualche giorno dopo, a causa delle gravi ferite, era l'8 settembre 1978.
Nella quarta puntata il giudice Gaetano Costa viene ucciso su ordine di Stefano Bontate. In realtà l'omicidio fu commissionato da Salvatore Inzerillo, poiché il giudice aveva firmato dei mandati di cattura per il boss Rosario Spatola e alcuni suoi uomini, e per lo stesso Inzerillo. Alla fine della quarta puntata Riina dà inizio alla seconda guerra di mafia, ordinando l'assassinio di Stefano Bontate, che fu ucciso mentre era fermo ad un semaforo di via Aloi da Giuseppe Lucchese e da Pino Greco "Scarpuzzedda". Nella serie viene ucciso mentre la macchina è in movimento. Poche settimane dopo l'omicidio di Bontate anche Inzerillo fu ucciso da un commando composto da Pino Greco, Giuseppe Giacomo Gambino e Antonino Madonia, che erano nascosti in un furgone guidato da Pino Marchese.

## Curiosità
- Il poliziotto che fotografa Riina dopo l'arresto è Alexis Sweet, regista della fiction assieme ad Enzo Monteleone.[20]
- Alcune scene della sesta puntata sono state prese dalla miniserie Paolo Borsellino prodotta sempre da Taodue.
- La miniserie è stata vista dallo stesso Salvatore Riina mentre si trovava in carcere. Quest'ultimo ha fatto sapere di aver apprezzato l'interpretazione di Claudio Gioé, definito dallo stesso boss come "portentoso" e di essersi commosso soprattutto riguardando i primi capitoli che parlavano della sua infanzia e adolescenza.[21][22]